# Eucarpia australis
Eucarpia australis är en insektsart som först beskrevs av Frederick Arthur Godfrey Muir 1913.  Eucarpia australis ingår i släktet Eucarpia och familjen kilstritar. Inga underarter finns listade i Catalogue of Life.